# Glymur
De Glymur (IJslands voor geraas of getier) is met zijn 196 meter de op een na hoogste waterval van IJsland. Hij ligt in de rivier Botnsá die vanuit het 160 meter diepe Hvalvatn (walvismeer) naar het Hvalfjörður (walvisfjord) in zuidwest IJsland stroomt. De waterval is niet zo bekend, mogelijk omdat het onderste deel in een nauwe diepe kloof valt en daardoor aan het oog onttrokken wordt. Bovendien is hij alleen per voet en lastig te bereiken, een tocht die ruim 1½ uur duurt.
Lange tijd werd aangenomen dat de Glymur de hoogste waterval van IJsland was. In 2007 kwam door het terugtrekkend ijs vanwege de klimaatverandering, een waterval aan het licht die nog veel hoger bleek te zijn, hij is 'Morsárfoss' genoemd.

## Legende
De naam 'Glymur' is afgeleid van een legende. Een man zou het vertrouwen van een vrouw, afkomstig van de huldufólk (de 'verscholen mensen'), geschonden hebben door hun kind niet te willen laten dopen. Zij werd furieus en veranderde hem in een verschrikkelijke walvis, Rauðahofði geheten. Deze walvis zou daarna vele vissers hebben gedood, onder wie twee broers, van wie de blinde vader, die priester was, magische krachten had. Hij plaatste de walvis onder een betovering waardoor hij gedwongen werd de Hvalfjörður binnen te zwemmen, de rivier op tot aan de waterval die hij vervolgens onder zeer veel gebrul van protest (vandaar de naam van de waterval) nam, om uiteindelijk in het Hvalvatn te belanden (dat met zijn 160 meter diepte het een na diepste meer van IJsland is). Men zegt dat er walvisbotten in het meer zijn gevonden.